# Glossosoma persicum
Glossosoma persicum är en nattsländeart som beskrevs av Jacquemart 1965. Glossosoma persicum ingår i släktet Glossosoma och familjen stenhusnattsländor. Inga underarter finns listade i Catalogue of Life.